# São Cristóvão FR
São Cristóvão de Futebol e Regatas – brazylijski klub piłkarski z siedzibą w mieście Rio de Janeiro, stolicy stanu Rio de Janeiro.

## Osiągnięcia
- Mistrz stanu Guanabara: 1926
- Mistrz II ligi stanu Guanabara (Campeonato Carioca Segunda Divisão): 1965

## Historia
Clube de Regatas São Cristóvão założony został 12 października 1898 w wielkim namiocie w pobliżu plaży São Cristóvão. Klub założyła grupa sportowców w składzie: José Galvão, José Queirós, Luís Corrêa e Sá, Luís Parisot, Antônio Maurity oraz E. Bordine e Moura e Castro.
São Cristóvão Atlético Clube założony został 5 lipca 1909 w domu usytuowanym na ulicy Bela. Inicjatorami założenia klubu byli João i Carlos Cantuária, Barroso Magno, A. Perdeneiras oraz João Germano.
São Cristóvão de Futebol e Regatas powstał 13 lutego 1943 w wyniku fuzji dwóch wcześniej założonych klubów: Clube de Regatas São Cristóvão i São Cristóvão Atlético Clube.
W 1926 São Cristóvão zdobył mistrzostwo stanu Guanabara pokonując 21 listopada w decydującym spotkaniu aż 5:1 CR Flamengo. Jednocześnie w tym samym sezonie królem strzelców z 25 golami został grający w São Cristóvão Vicente.
W 2000 São Cristóvão wziął udział w rozgrywkach pierwszej ligi brazylijskiej pod nazwą Copa João Havelange. Klub odpadł już w pierwszym etapie tzw. Białego Modułu, gdzie zgrupowano najsłabsze kluby tego turnieju, plasując się ostatecznie na 93 miejscu (wśród 116 uczestników).
W tym samym roku São Cristóvão wziął udział we wstępnej fazie I ligi stanu Rio de Janeiro (Campeonato Carioca), zajmując w grupie ostatnie, 6 miejsce. Dlatego w 2002 musiał wystąpić w drugiej lidze stanowej